# Łukasz Krawczuk
Łukasz Krawczuk (ur. 15 czerwca 1989 w Kłodzku) – polski lekkoatleta, sprinter. Żołnierz Wojska Polskiego.

## Kariera sportowa
Reprezentuje barwy WKS Śląsk Wrocław. Absolwent Szkoły Mistrzostwa Sportowego we Wrocławiu. W przeszłości specjalizował się w biegach krótkich na 100 metrów i 200 metrów. W 2008 roku został podwójnym mistrzem Polski juniorów na 200 metrów w hali i na stadionie. Po zakończeniu kategorii wiekowej juniora, zdecydował się przedłużyć dystans do 400 metrów. Podczas rozegranych w 2009 w Kownie młodzieżowych mistrzostw Europy biegł w eliminacjach sztafety 4 × 400 metrów, Polacy wywalczyli złoty medal tej imprezy. Dwa lata później, podczas kolejnych młodzieżowych mistrzostw Europy w Ostrawie zdobył z kolegami srebrny medal na tym samym dystansie. W 2014 zajął 2. miejsce w sztafecie 4 × 400 metrów na 22. Lekkoatletycznych Mistrzostwach Europy w Zurychu. 8 marca 2015 podczas Halowych mistrzostw Europy w Pradze zdobył srebrny medal w sztafecie 4 × 400 metrów. W 2016 wystartował na mistrzostwach Europy w Amsterdamie i zdobył srebrny medal w sztafecie 4 × 400 metrów, a udział w biegu na 400 metrów zakończył na półfinale. W 2017 biegł na drugiej zmianie polskiej sztafety 4 × 400 metrów, która zdobyła złoty medal halowych mistrzostw Europy.
W 2018 biegł na trzeciej zmianie polskiej sztafety 4 × 400 metrów, która triumfowała w halowych mistrzostwach świata i ustanowiła wynikiem 3:01,77 halowy rekord świata w tej konkurencji.
Wielokrotny medalista mistrzostw Polski w kategoriach juniora, młodzieżowca i seniora oraz reprezentant kraju w IAAF World Relays.

## Osiągnięcia
| Rok  | Impreza                                 | Miejsce        | Konkurencja                  | Pozycja              | Wynik   |
| ---- | --------------------------------------- | -------------- | ---------------------------- | -------------------- | ------- |
| 2009 | Młodzieżowe mistrzostwa Europy          | Kowno          | sztafeta 4 × 400 m (elim.)   | 1. miejsce           | 3:03,74 |
| 2011 | Halowe mistrzostwa Europy               | Paryż          | sztafeta 4 × 400 m           | 5. miejsce           | 3:09,31 |
| 2011 | Młodzieżowe mistrzostwa Europy          | Ostrawa        | bieg na 400 m                | eliminacje           | 47,26   |
| 2011 | Młodzieżowe mistrzostwa Europy          | Ostrawa        | sztafeta 4 × 400 m           | 2. miejsce           | 3:03,62 |
| 2012 | Halowe mistrzostwa świata               | Stambuł        | sztafeta 4 × 400 m           | 6. miejsce           | 3:11,86 |
| 2013 | Mistrzostwa Świata                      | Moskwa         | sztafeta 4 × 400 m           | eliminacje           | 3:01,73 |
| 2014 | Halowe mistrzostwa świata               | Sopot          | sztafeta 4 × 400 m (elim.)   | 4. miejsce           | 3:04,39 |
| 2014 | IAAF World Relays                       | Nassau         | sztafeta 4 × 400 m           | eliminacje           | 3:05,16 |
| 2014 | Superliga drużynowych mistrzostw Europy | Brunszwik      | sztafeta 4 × 400 m           | 5. miejsce           | 3:03,93 |
| 2014 | Mistrzostwa Europy                      | Zurych         | bieg na 400 m                | półfinał             | 46,24   |
| 2014 | Mistrzostwa Europy                      | Zurych         | sztafeta 4 × 400 m           | 2. miejsce           | 2:59,85 |
| 2015 | Halowe mistrzostwa Europy               | Praga          | bieg na 400 m                | 4. miejsce           | 46,31   |
| 2015 | Halowe mistrzostwa Europy               | Praga          | sztafeta 4 × 400 m           | 2. miejsce           | 3:02,97 |
| 2015 | IAAF World Relays                       | Nassau         | sztafeta 4 × 400 m           | eliminacje           | 3:05,13 |
| 2015 | IAAF World Relays                       | Nassau         | sztafeta 1200+400+800+1600 m | 4. miejsce           | 9:24,07 |
| 2015 | Superliga drużynowych mistrzostw Europy | Czeboksary     | sztafeta 4 × 400 m           | 3. miejsce           | 3:01,24 |
| 2015 | Mistrzostwa świata                      | Pekin          | sztafeta 4 × 400 m           | eliminacje           | 3:00,72 |
| 2015 | Światowe wojskowe igrzyska sportowe     | Mungyeong      | bieg na 400 m                | półfinał             | 47,33   |
| 2015 | Światowe wojskowe igrzyska sportowe     | Mungyeong      | sztafeta 4 × 400 m           | 4. miejsce           | 3:04,25 |
| 2016 | Mistrzostwa Europy                      | Amsterdam      | bieg na 400 m                | półfinał             | 45,86   |
| 2016 | Mistrzostwa Europy                      | Amsterdam      | sztafeta 4 × 400 m           | 2. miejsce           | 3:01,18 |
| 2016 | Igrzyska olimpijskie                    | Rio de Janeiro | sztafeta 4 × 400 m           | 7. miejsce           | 3:00,50 |
| 2017 | Halowe mistrzostwa Europy               | Belgrad        | sztafeta 4 × 400 m           | 1. miejsce           | 3:06,99 |
| 2017 | IAAF World Relays                       | Nassau         | sztafeta 4 × 400 m           | 3. miejsce (Finał B) | 3:07,89 |
| 2017 | Superliga drużynowych mistrzostw Europy | Lille          | sztafeta 4 × 400 m           | 4. miejsce           | 3:03,86 |
| 2017 | Mistrzostwa świata                      | Londyn         | sztafeta 4 × 400 m           | 7. miejsce           | 3:01,59 |
| 2018 | Halowe mistrzostwa świata               | Birmingham     | sztafeta 4 × 400 m           | 1. miejsce           | 3:01,77 |
| 2018 | Mistrzostwa Europy                      | Berlin         | bieg na 400 m                | półfinał             | 45,78   |
| 2018 | Mistrzostwa Europy                      | Berlin         | sztafeta 4 × 400 m           | 5. miejsce           | 3:02,27 |
| 2019 | Światowe wojskowe igrzyska sportowe     | Wuhan          | sztafeta 4 × 400 m           | 2. miejsce           | 3:06,36 |

## Rekordy życiowe
- bieg na 200 metrów
  - 21,19 s. (2015)
  - 21,15 s. (2009) przy wietrze powyżej 2,0 m/s
- bieg na 300 metrów – 32,91 s. (2015)
- bieg na 400 metrów – 45,65 s. (2014)
- bieg na 200 metrów (hala) – 21,52 s. (2016)
- Bieg na 300 metrów (hala) – 33,21 s. (2015) – 3. wynik w historii polskiej lekkoatletyki[8]
- bieg na 400 metrów (hala) – 46,26 s. (2016)

## Odznaczenia
- Złota Odznaka Honorowa Zasłużony dla Województwa Dolnośląskiego (2024)[9]